# Ольпе
Ольпе (нем. Olpe) — город в Германии, в земле Северный Рейн-Вестфалия.
Подчинён административному округу Арнсберг. Входит в состав района Ольпе. Население составляет 25 409 человек (на 31 декабря 2010 года). Занимает площадь 85,6 км². Официальный код — 05 9 66 024.
Город подразделяется на 22 городских района.

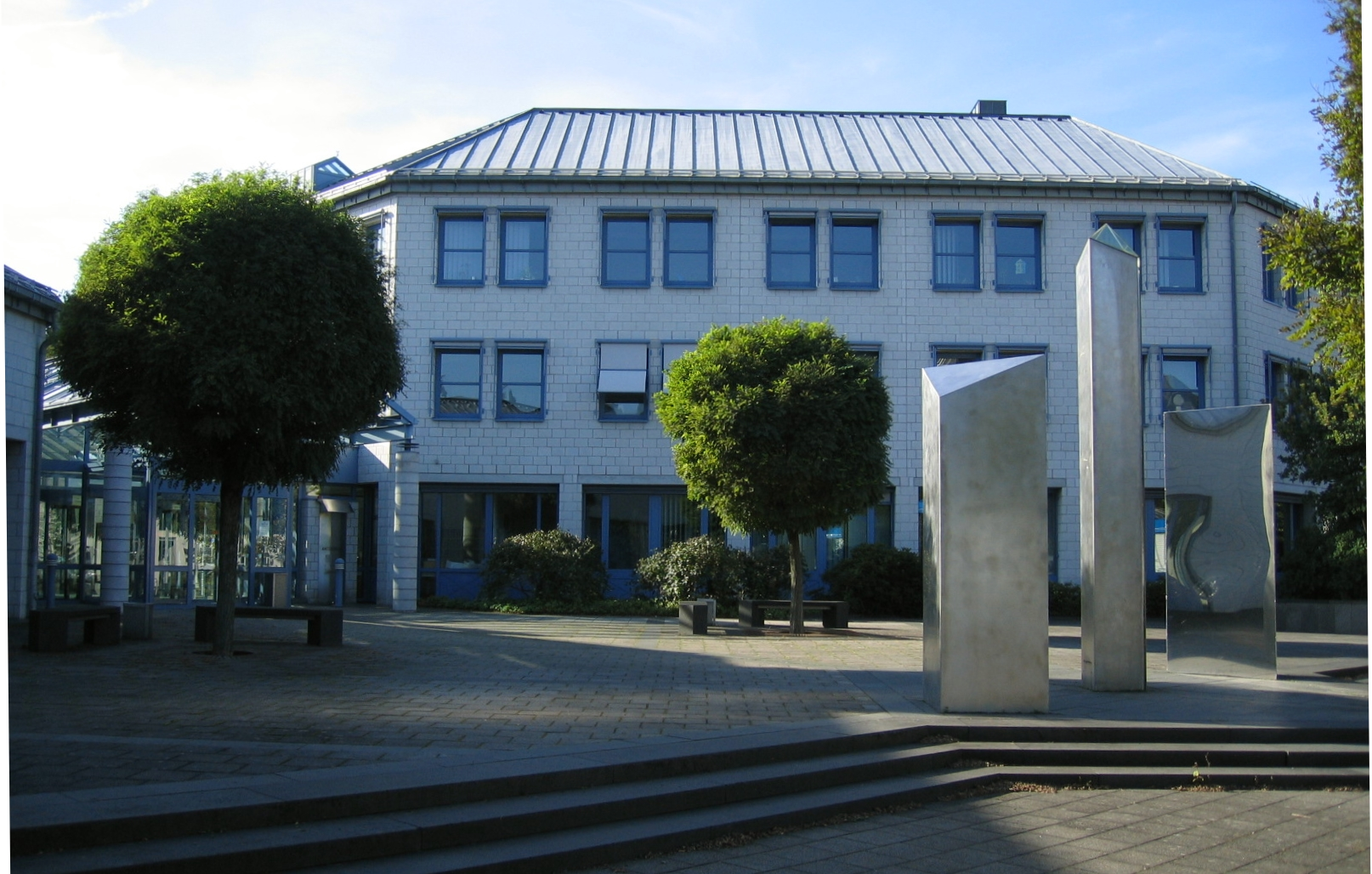
Ольпе

| Год  | Население |
| ---- | --------- |
| 1995 | 24 572    |
| 2000 | 25 134    |
| 2005 | 25 644    |
| 2010 | 25 496    |